# غرانت هورتون
غرانت هورتون (بالإنجليزية: Grant Horton) هو لاعب كرة قدم بريطاني، ولد في 2002 في كولشيستر في المملكة المتحدة. لعب مع Yate Town F.C. ‏.

## وصلات خارجية
- غرانت هورتون على موقع قاعدة بيانات كرة القدم.إي يو (الإنجليزية)
- غرانت هورتون على موقع Soccerbase.com (لاعب) (الإنجليزية)
- غرانت هورتون على موقع Soccerway.com (الإنجليزية)